# 沙宅王后
沙宅王后（？- 642年），百濟武王王后，為沙宅積德之女。由於韓國全羅北道益山市彌勒寺址石塔遺址發現刻在金版上的《金制舍利奉安記》，因而為人所知。

## 爭論

### 善花公主的真偽
根據《三國遺事》記載， 新羅真平王的三公主善花公主，是百濟第三十代武王扶餘璋的王后，並建立了彌勒寺。然而2009年在彌勒寺址石塔遺址發現刻在金版上的《金制舍利奉安記》，指出建立彌勒寺是武王的王后沙宅積德之女沙宅王后，推翻了《三國遺事》的記載。因此對於善花公主是否真有其人，學界意見分歧。

### 王后家世與名諱
《金制舍利奉安記》提及：
|  | 我百濟王后佐平沙宅積德女 |

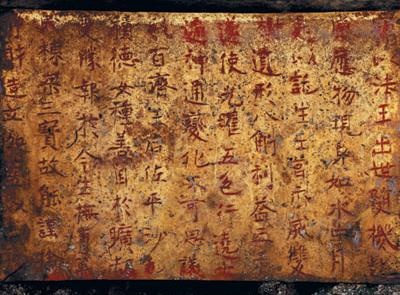
《金制舍利奉安記》

由此句可知王后姓沙宅，為百濟八大姓之一。另外，其父沙宅積德官居「佐平」，是百濟當時的最高官職。
此外，關於王后名諱，京畿大學的研究認為是句中「種善」二字。其斷句法為：
|  | 我百濟王后佐平沙宅積德女、種善…… |

然而東國大學的研究則認為「種善」二字的意思，應連同後面「因於曠劫」四字解釋，其斷句法為：
|  | 我百濟王后佐平沙宅積德女，種善因於曠劫…… |

如用此斷句法，則整句意思是「王后長年種下善因」，「種善」便不是王后名諱。